# Łęczyca (comune rurale)
Łęczyca è un comune rurale polacco del distretto di Łęczyca, nel voivodato di Łódź.
Ricopre una superficie di 150,8 km² e nel 2004 contava 8 621 abitanti.
Il capoluogo è Łęczyca, che non fa parte del territorio ma costituisce un comune a sé.